# Маршалков, Иван Иванович
Иван Иванович Маршалков (январь 1897 года — 22 сентября 1958 года) — советский военачальник, генерал-майор (4.06.1940).

## Биография
Иван Иванович Маршалков родился в январе 1897 года в городе Москве. Русский.
В 1916 году окончил гимназию и поступил в Александровское военное училище, откуда был выпущен прапорщиком в 1917 году.
С 1918 года в Красной Армии. Вступил в ряды ВКП(б)/КПСС в 1919 году. Во время Гражданской войны комиссар дивизиона, командир роты. Затем на штабных должностях полкового и дивизионного уровня. В 1926 году назначен комиссаром стрелкового полка, а через пять лет командиром полка.
22 декабря 1935 года ему присвоено звание полковника, 15 июня 1937 года — звание комбриг. Также с 15 июня 1937 года был командиром 30-й стрелковой дивизии Харьковского военного округа. Командовал дивизией до февраля 1938 года, по другим данным, через три месяца из-за подозрения в причастности к «троцкистской оппозиции», переведен начальником обозно-вещевого управления РККА. В 1938 году под следствием, исключен из рядов ВКП(б). В ходе следствия обвинение предъявлено не было, с декабря 1938 года преподаватель Военно-хозяйственной академии РККА в Харькове. В июне 1940 года присвоено звание  генерал-майор, с 1941 года старший преподаватель кафедры общей тактики в той же академии. 

### Великая Отечественная война
В сентябре 1941 года по рекомендации своего сослуживца, командующего 38-й армии генерал-майора В. В. Цыганова назначен заместителем командующего Харьковского военного округа — начальником Харьковского гарнизона, численностью около 20 тысяч человек. В конце октября 1941 года руководил обороной города. По мнению штаба 38-й армии и штаба Юго-Западного фронта, с поставленной задачей не справился, допустив ряд ошибок в управлении войсками. По итогом обороны Харькова подготовил подробный отчет, вскрывавший недостатки подготовки города к обороне и анализирующий ход боевых действий. На основе отчета Генеральным штабом были подготовлены рекомендации по обороне крупных городов. С ноября 1941 года помощник командующего Юго-Западным фронтом по тылу.
С мая 1942 года, после поражения фронта во «второй битве за Харьков», И. И. Маршалков переведен в Среднеазиатский военный округ на должность начальника курсов младших лейтенантов. С сентября 1942 года исполняющий обязанности начальника Высших стрелково-тактических курсов усовершенствования командного состава пехоты «Выстрел». С февраля 1944 года, после перевода военно-учебного заведения в Москву, начальник организованного филиала курсов «Выстрел» в Среднеазиатском военном округе. В этом же году вновь вступил в ВКП(б).

### Послевоенное время
В июле 1945 года Среднеазиатский военный округ был разделен на Туркестанский и Степной военные округа. Среднеазиатский филиал курсов «Выстрел» преобразован в Курсы усовершенствования оперативной подготовки Туркестанского военного округа. Генерал-майор И.И. Маршалков продолжал руководить этим военно-учебным заведением.
С июля 1947 года начальник штаба 360-й стрелковой дивизии. С 1950 года и до своей смерти начальник военной кафедры Самаркандского института советской торговли.

## Воинские звания
- полковник (22.12.1935)
- комбриг (15.06.1937)
- генерал-майор (4.06.1940)